# Hortensia (Vorname)
Hortensia ist ein weiblicher Vorname.

## Herkunft und Bedeutung
Der Name ist spanischen Ursprungs und eine Form des römischen Namens Hortensius, der wahrscheinlich abgeleitet ist von hortus (Garten). Eine Variante ist Hortense.

## Bekannte Namensträgerinnen
- Hortensia, einzige namentlich bekannte Frau im antiken Rom, die öffentlich als Rednerin auftrat
- Ines Teresa Hortensia Flouret (1926–2009), argentinische Diplomatin
- Hortensia Fussy (* 1954), österreichische Bildhauerin
- Hortensia Gugelberg von Moos (1659–1715), Schweizer Ärztin, Publizistin, Forscherin und Schriftstellerin
- Hortensia Mancini (1646–1699), eine der sogenannten Mazarinetten und Mätresse des englischen Königs Karl II.
- Hortensia Völckers (* 1957), deutsche Kuratorin und Kulturmanagerin